# Комин, Джардин
Джардин (Джордан) Комин (англ. Jardine Comyn, Jordan Comyn; умер после 1277) — шотландский аристократ из рода Коминов, лорд Инверраллохи.

## Происхождение
Джардин происходил из шотландского рода Коминов, имевшего нормандское происхождение, представители которого обосновались в Шотландии во время правления короля Давида I. Его отцом, вероятно, был Уильям Комин, лорд Баденох (умер в 1233 году), который владел важными землями в Тайндейле (Нортумберленд, Англия), Дамфрисшире, Роксбургшире и Пиблшире (Южная Шотландия), а также Баденохом и Лохабером (Северная Шотландия). Матерью же Джардина, вероятно, была первая жена Уильяма — Сара Фиц-Хью.

## Биография
Об Джардине известно мало. Его отец благодаря второму браку стал графом Бьюкеном, после чего в 1225 году передал сыну Инверраллохи. Это пожалование было подтверждено в 1277 году его единокровным братом Александром Комином, графом Бьюкеном. Также Джардин засвидетельствовал одну хартию короля Шотландии Александра II.

## Брак и дети
Имя жены Джардина неизвестно. Дети:
- Филипп Комин; жена: Марджери, дочь Адама Уочопа из Калтера[3].